# Дустобод (Лахш)
Дустобод (тадж. Дӯстобод, до марта 2022 г. —  Яраш) — село в Пильдонском сельском джамоате Лахшского района. Расстояние от села до центра района — 24 км, до центра джамоата — 6 км. Население — 445 человек (2017 г.), таджики.